# Transavia
Transavia (dříve Transavia Airlines CV) je nizozemská nízkonákladová letecká společnost. Jejím majitelem je letecká společnost Air France-KLM. Hlavní základna této společnosti je v Amsterdamu na letišti Schiphol, další základny v Nizozemsku jsou letiště Rotterdam Haag (RTM) a Eindhoven. Francouzská pobočka společnosti Transavia France má hlavní základnu na pařížském letišti Orly.
Letecká společnost Transavia provozovala v únoru 2017 na Letiště Václava Havla v Praze 8krát týdně lety z nizozemského Eindhovenu. Pobočka Transavia France provozovala 5krát týdně do Prahy lety z Paříže–Orly.

## Flotila
V roce 2024 flotila Transavia čítala následující letouny:
| Letadlo        | Ve službě | Objednávky | Cestující | Poznámky |
| -------------- | --------- | ---------- | --------- | -------- |
| Boeing 737-700 | 5         | –          | 149       |          |
| Boeing 737-800 | 35        | –          | 189       |          |
| Airbus A321neo | 3         | 95         | 232       |          |
| Celkem         | 47        | –          |           |          |

### Externí odkazy

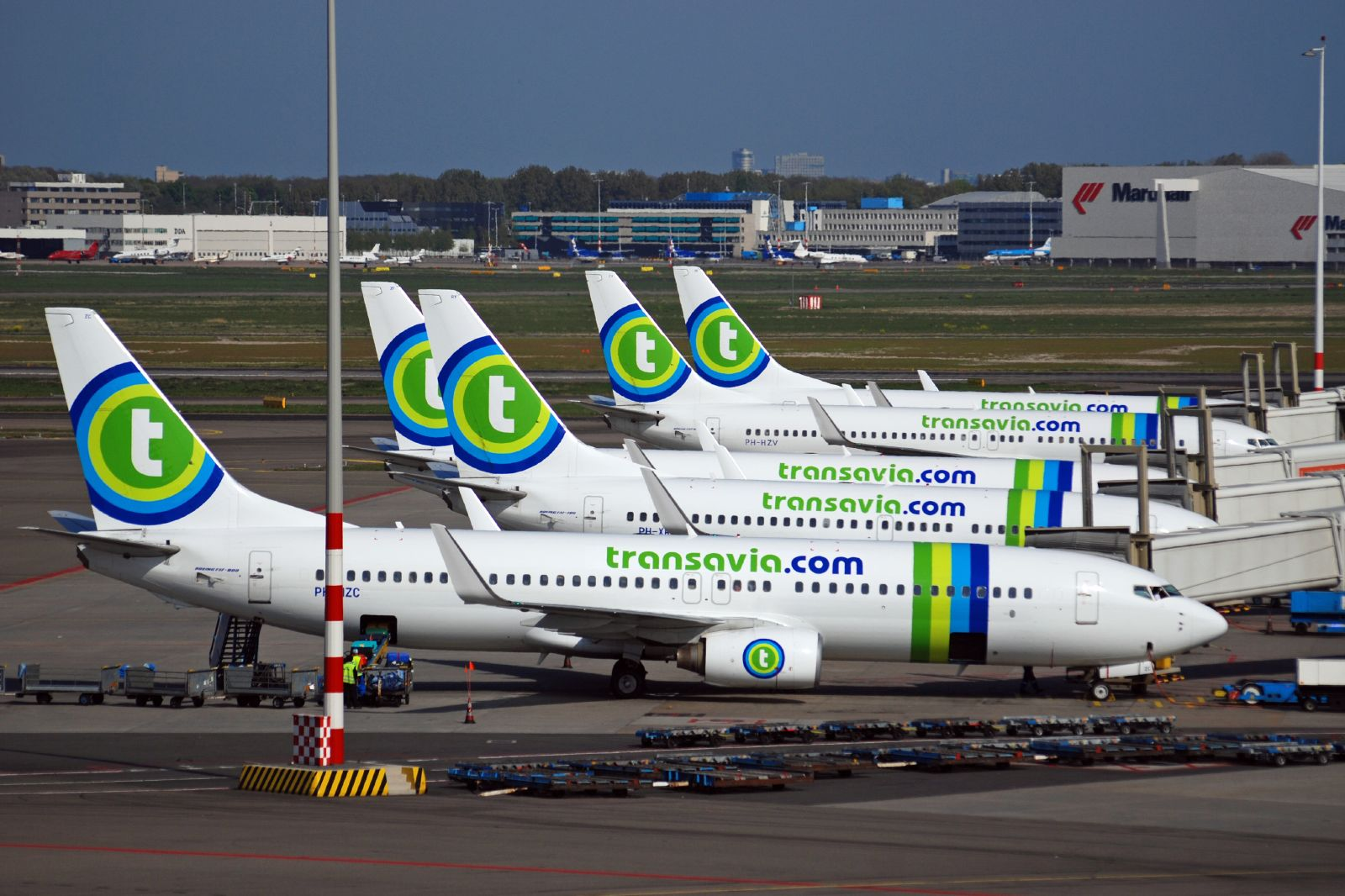
Letadla Transavia ve starém zbarvení na amsterdamské základně Schiphol